# Superman (serial animowany 1996)
Superman (ang. Superman: The Animated Series) – amerykański serial animowany wyprodukowany przez Warner Bros. emitowany w latach 1996–2000. W Polsce serial nadawany był przez Canal+ w ramach programu Rozkodowany Bugs Bunny. Jest to ekranizacja przygód znanego z komiksów DC superbohatera Supermana.

## Fabuła
Jor-El, mieszkaniec planety Krypton odkrywa, iż jego świat wkrótce ulegnie zagładzie.  Widząc, iż na ewakuację jest za późno, udaje mu się uratować jedynie swojego małego synka, Kal-ela poprzez wysłanie go w jednoosobowym statku kosmicznym daleko w kosmos. Po wybuchu Kryptonu, statek dociera na planetę Ziemię. Tam, małego chłopca odnajduje małżeństwo Kentów, które traktuje przybysza z innej planety jako swojego syna i wychowuje go jako Clarka Kenta. Po paru latach bohater dowiaduje się o swoim pozaziemskim pochodzeniu oraz odkrywa u siebie różne supermoce (m.in.: umiejętność latania, nadludzką siłę czy rentgenowski wzrok). Postanawia wykorzystać swoje umiejętności dla dobra ludzkości. Jako reporter Clark Kent, rozpoczyna pracę w redakcji Daily Planet w Metropolis, gdzie toczy podwójne życie – superbohatera i dziennikarza. Działając jako Superman musi stawić czoła wielu przestępcom oraz prowadzić nieco przewrotny romans ze swoją koleżanką z pracy, Lois Lane.

## Wersja polska
Opracowanie wersji polskiej: na zlecenie Canal+ (odc. 14-54) – Master Film 
Reżyseria:
- Elżbieta Jeżewska (odc. 1-5, 7-11, 14-54),
- Waldemar Modestowicz (odc. 6, 12-13),

Dialogi:
- Dorota Filipek-Załęska (odc. 1-15, 17-25, 27, 45-51),
- Krystyna Kotecka (odc. 16, 26, 28, 32, 34, 37-39),
- Elżbieta Włodarczyk (odc. 29-31, 33, 35-36, 40-41),
- Katarzyna Skawina (odc. 42-44, 53-54),
- Elżbieta Kowalska (odc. 52)

Dźwięk: Elżbieta Mikuś

Montaż:
- Jan Graboś (odc. 1-41, 43-45, 50-51, 54),
- Krzysztof Rustecki (odc. 42, 46-49, 52-53)

Kierownictwo produkcji:
- Dorota Suske-Bodych (odc. 1-13),
- Ilona Braciak (odc. 14-15, 22, 27),
- Ewa Chmielewska (odc. 16-17, 23-26, 28-54),
- Dariusz Falana (odc. 18-21)

Wystąpili:
- Jacek Rozenek – Superman / Clark Kent / Kal-El
- Agnieszka Kotulanka – Lois Lane
- Marcin Troński – Lex Luthor
- Dariusz Odija – Brainiac
- Andrzej Ferenc –
  - Jor-El (odc. 1-3),
  - Batman / Bruce Wayne (odc. 29-31, 43, 52)
- Izabella Bukowska –
  - Lara (odc. 1-3),
  - Supergirl / Kara (odc. 40-41)
- Marek Obertyn –
  - Sul-Van (odc. 1-2),
  - Bruno Mannhein (odc. 4, 12)
- Mirosława Krajewska –
  - Martha Kent,
  - Stompa (odc. 41, 53-54)
- Dorota Lanton – Lana Lang (odc. 2, 44-45)
- Radosław Pazura –
  - John Corben / Metallo (odc. 2-3, 7, 22, 36, 49),
  - Parasite / Rudy Jones (odc. 23),
  - Doktor Fatum (odc. 32),
  - Kyle Rayner / Zielony Świetlik (odc. 48)
- Włodzimierz Bednarski – Perry White (odc. 2-3, 6, 14-15, 18, 22, 30, 48)
- Józef Mika –
  - Jimmy Olsen,
  - Sqweek (odc. 9-10)
- Jolanta Wilk –
  - Angela Chen,
  - Rainsong (odc. 32)
- Leszek Abrahamowicz – Zabawkarz (odc. 4)
- Maria Peszek –
  - Mercy Graves (odc. 5, 11, 19, 27, 29-31),
  - Maxima (odc. 37)
- Janusz Bukowski –
  - Profesor Emil Hamilton (odc. 5-6, 8-9, 13-16, 24-26, 38-39),
  - Alfred Pennyworth (odc. 29-30)
- Zbigniew Suszyński –
  - Hanes (odc. 5),
  - Martin Lebeau (odc. 6),
  - Kanto (odc. 12),
  - Generał Jax-Ur (odc. 14-15, 47),
  - Generał Hardcastle (odc. 16)
- Cezary Nowak –
  - Profesor Peterson (odc. 5),
  - Szalony Kapelusznik (odc. 43),
  - Profesor Czarne Skrzydło (odc. 52),
  - Babcia (odc. 54)
- Wojciech Machnicki – Parasite / Rudy Jones (odc. 6, 13)
- Stefan Knothe –
  - młody doktor (odc. 7)
  - Sam Lane (odc. 26)
- Włodzimierz Press – doktor Vale (odc. 7)
- Marek Lewandowski – Lobo (odc. 9-10)
- Aleksander Mikołajczak –
  - Kolekcjoner (odc. 9-10),
  - dyrektor instytutu dla dzieci o zdolnościach paranormalnych (odc. 42),
  - Alfred Pennyworth (odc. 52)
- Jacek Bursztynowicz – 
  - Gnaww (odc. 9-10)
  - Daniel Turpin (odc. 23, 25-26, 29-30, 32-33, 38-39),
  - Perry White (odc. 28)
- Arkadiusz Jakubik – Daniel Turpin (odc. 12-13)
- Mirosława Nyckowska – Maggie Sawyer (odc. 12-13, 26, 32-33, 38, 46)
- Elżbieta Futera-Jędrzejewska –
  - Lana Lang (odc. 11),
  - Sazu (odc. 37),
  - Lashina (odc. 40-41, 53-54),
  - Volcana (odc. 42, 51)
- Ryszard Nawrocki –
  - Eelan (odc. 11),
  - Earl Garver (odc. 13),
  - sędzia Wielkiego Trybunału (odc. 46),
  - jeden ze Strażników Kosmosu (odc. 48)
- Ewa Smolińska – Mala (odc. 14-15)
- Zbigniew Konopka –
  - Kapitan (odc. 16),
  - Zguba (odc. 43)
- Jacek Bończyk – Flash (odc. 17)
- Jacek Mikołajczak –
  - Meteomag / Mark Mardon (odc. 17),
  - Bibbo Bibbowski (odc. 18, 29),
  - Dziwarro (Bizarro) (odc. 19, 33, 46),
  - Kalibak (odc. 28, 39),
  - John Henry Irons / Stal (odc. 36),
  - Lobo (odc. 37)
- Teresa Lipowska – Generał Richter (odc. 17)
- Łukasz Lewandowski – Ben Mardon (odc. 17)
- Edyta Jungowska – Leslie Willis / Elektra (odc. 18, 23)
- Wojciech Paszkowski –
  - Edward Lytener / Luminus (odc. 20, 24),
  - Desaad (odc. 28),
  - Binko (odc. 29),
  - Corey Mills (odc. 34),
  - Wilk Stepowy (odc. 39)
- Krzysztof Zakrzewski – Kurt Bowman (odc. 20)
- Henryk Łapiński –
  - Julian Frey (odc. 20),
  - Jonathan Kent (odc. 21, 28, 35, 40-41, 44, 51)
- Mieczysław Morański –
  - Pan Mikswirtfulizek (odc. 21, 46),
  - Zabawkarz (odc. 45),
  - Aquaman (odc. 50)
- Brygida Turowska –
  - Gisbulka (odc. 21, 46),
  - Maggie Sawyer (odc. 34, 39),
  - Kala In-Ze (odc. 40),
  - Mercy Graves (odc. 53)
- Katarzyna Tatarak –
  - Bobby Felix (odc. 22),
  - Cetea (odc. 47),
  - Supergirl / Kara (odc. 51, 53-54)
- Krystyna Kozanecka –
  - Sarita Felix (odc. 22),
  - Lucy Lane (odc. 26),
  - Harley Quinn (odc. 29-31),
  - Amy (odc. 40-41)
- Paweł Szczesny –
  - Profesor Felix (odc. 22),
  - Bibbo Bibbowski (odc. 26, 36, 50),
  - Bruno Mannheim (odc. 28, 38),
  - Harvey Bullock (odc. 29),
  - Profesor Elim Hamilton (odc. 54)
- Iwona Rulewicz –
  - Mała Lois Lane (odc. 26),
  - Trish Millis (odc. 34),
  - Natasha Irons (odc. 36),
  - Saturnina (odc. 44),
  - Tina (odc. 49)
- Janusz Rafał Nowicki –
  - Ciemny Typ (Darkseid) (odc. 28, 38-39, 41, 53-54),
  - Karkull (odc. 32)
- Tomasz Kozłowicz – Joker (odc. 29-31)
- Jarosław Domin – Komisarz James Gordon (odc. 29)
- Łukasz Nowicki –
  - John Henry Irons (odc. 34),
  - Ernest Walker (odc. 35),
  - Orion (odc. 38-39),
  - Alterus (odc. 47),
  - Abin Sur (odc. 48)
- Jacek Czyż – Kurt Bowman (odc. 35)
- Adam Bauman –
  - De’Cine (odc. 37),
  - Doktor Cornell (odc. 41),
  - Doktor Cardy (odc. 50),
  - Wielebny Amos Howell (odc. 51),
  - Kalibak (odc. 54)
- Janusz Wituch – Szajbus (odc. 40-41)
- Tomasz Marzecki –
  - Babcia (odc. 40-41, 53),
  - Donnie (odc. 42)
- Andrzej Chudy –
  - Kurt (odc. 42),
  - Komisarz James Gordon (odc. 43),
  - Ra’s al Demon (odc. 52),
  - Generał Hardcastle (odc. 53-54)
- Jacek Sołtysiak – Robin / Tim Drake (odc. 43)
- Marek Włodarczyk –
  - Riddler (odc. 43),
  - Kosmiczny Chłopiec (odc. 44)
- Agata Gawrońska –
  - Roxy Rocket (odc. 43),
  - Talia (odc. 52),
  - Szalona Harriet (odc. 53-54)
- Mirosław Konarowski – Kameleon (odc. 44)
- Mirosław Guzowski – Kenny Braverman (odc. 44)
- Ewa Serwa – Darci Mason (odc. 45)
- Małgorzata Drozd – Mala (odc. 47)
- Mirosław Zbrojewicz – Sinestro (odc. 48)
- Jacek Braciak – Owen (odc. 51)
- Robert Tondera
- Jan Kulczycki
- Elżbieta Kopocińska-Bednarek
- Cezary Kwieciński
- Sławomir Pacek
- Leopold Matuszczak
- Marek Bocianiak

Lektor: Maciej Gudowski

## Odcinki
- W Polsce serial był emitowany przez Canal+.
- Odcinki 29-31 zostały wydane na kasetach VHS i płytach DVD jako film godzinny Nowe przygody Batmana i Supermana z innym dubbingiem.

### Spis odcinków
| N/o            | Polski tytuł                         | Angielski tytuł         |
| -------------- | ------------------------------------ | ----------------------- |
|                |                                      |                         |
| Seria pierwsza |                                      |                         |
|                |                                      |                         |
| 001            | Ostatni syn planety Krypton          | The Last Son Of Krypton |
| 002            | Ostatni syn planety Krypton          | The Last Son Of Krypton |
| 003            | Ostatni syn planety Krypton          | The Last Son Of Krypton |
|                |                                      |                         |
| 004            | Śmiercionośne zabawki                | Fun and Games           |
|                |                                      |                         |
| 005            | Grudka rodzinnej planety             | A Little Piece Of Home  |
|                |                                      |                         |
| 006            | Żywiciel                             | Feeding Time            |
|                |                                      |                         |
| 007            | Prochem jesteś i w stal się obrócisz | The Way of All Flesh    |
|                |                                      |                         |
| 008            | Skradzione wspomnienia               | Stolen Memories         |
|                |                                      |                         |
| 009            | Łebski gość                          | The Main Man            |
| 010            | Łebski gość                          | The Main Man            |
|                |                                      |                         |
| 011            | Moja dziewczyna                      | My Girl                 |
|                |                                      |                         |
| 012            | Piekielne prezenty                   | Tools of the Trade      |
|                |                                      |                         |
| 013            | Dwóch w jednym ciele                 | Two’s a Crowd           |
|                |                                      |                         |
| Seria druga    |                                      |                         |
|                |                                      |                         |
| 014            | Podmuch przeszłości                  | Blasts From the Past    |
| 015            | Podmuch przeszłości                  | Blasts From the Past    |
|                |                                      |                         |
| 016            | Prometheon                           | The Prometheon          |
|                |                                      |                         |
| 017            | Demony szybkości                     | Speed Demons            |
|                |                                      |                         |
| 018            | Pod prąd                             | Livewire                |
|                |                                      |                         |
| 019            | Rozdwojenie jaźni                    | Identity Crisis         |
|                |                                      |                         |
| 020            | Cel                                  | Target                  |
|                |                                      |                         |
| 021            | Pojedynek na wspak                   | Mxyzpixilated           |
|                |                                      |                         |
| 022            | Dziecięca zabawka                    | Action Figures          |
|                |                                      |                         |
| 023            | Dobrana para                         | Double Dose             |
|                |                                      |                         |
| 024            | Energia słoneczna                    | Solar Power             |
|                |                                      |                         |
| 025            | Nowe wspaniałe Metropolis            | Brave New Metropolis    |
|                |                                      |                         |
| 026            | Małpie figle                         | Monkey Fun              |
|                |                                      |                         |
| 027            | Duch w maszynie                      | Ghost in the Machine    |
|                |                                      |                         |
| 028            | Dzień ojca                           | Father’s Day            |
|                |                                      |                         |
| 029            | Najlepsi na świecie                  | World’s Finest          |
| 030            | Najlepsi na świecie                  | World’s Finest          |
| 031            | Najlepsi na świecie                  | World’s Finest          |
|                |                                      |                         |
| 032            | Dłoń przeznaczenia                   | The Hand of Fate        |
|                |                                      |                         |
| 033            | Świat Dziwarra                       | Bizarro’s World         |
|                |                                      |                         |
| 034            | Prototyp                             | Prototype               |
|                |                                      |                         |
| 035            | Świętej pamięci pan Kent             | The Late Mr. Kent       |
|                |                                      |                         |
| 036            | Heavy Metal                          | Heavy Metal             |
|                |                                      |                         |
| 037            | Wojownicza królowa                   | Warrior Queen           |
|                |                                      |                         |
| 038            | Czas Apokolips                       | Apokolips… Now!         |
| 039            | Czas Apokolips                       | Apokolips… Now!         |
|                |                                      |                         |
| 040            | Zagubiona dziewczynka                | Little Girl Lost        |
| 041            | Zagubiona dziewczynka                | Little Girl Lost        |
|                |                                      |                         |
| Seria trzecia  |                                      |                         |
|                |                                      |                         |
| 042            | Nie ma dymu bez ognia                | Where There’s Smoke     |
|                |                                      |                         |
| 043            | Czas rycerzy                         | Knight Time             |
|                |                                      |                         |
| 044            | Obcy przybysze                       | New Kids in Town        |
|                |                                      |                         |
| 045            | Obsesja                              | Obsession               |
|                |                                      |                         |
| 046            | Mały człowiek z wielką głową         | Little Big Head Man     |
|                |                                      |                         |
| 047            | Potęga absolutna                     | Absolute Power          |
|                |                                      |                         |
| 048            | Najjaśniejszy dzień                  | In Brightest Day…       |
|                |                                      |                         |
| 049            | Kumpel Supermana                     | Superman’s Pal          |
|                |                                      |                         |
| 050            | Rybacka opowieść                     | A Fish Story            |
|                |                                      |                         |
| 051            | Jedność                              | Unity                   |
|                |                                      |                         |
| 052            | Odradzający się demon                | The Demon Reborn        |
|                |                                      |                         |
| 053            | Dziedzictwo                          | Legacy                  |
| 054            | Dziedzictwo                          | Legacy                  |
|                |                                      |                         |

## Opisy odcinków

### Sezon pierwszy
(1996–1997)
| Numer odcinka | Tytuł angielski                   | Treść |
| ------------- | --------------------------------- | --- |
| 1             | The Last Son Of Krypton: Part I   | Na planecie Krypton naukowiec Jor-El odkrywa, iż jego świat wkrótce ulegnie zagładzie. Aby uratować swój gatunek wsadza własnego syna do statku kosmicznego i wysyła go w kosmos, by mógł on żyć na innej planecie. |
| 2             | The Last Son Of Krypton: Part II  | Statek kosmiczny z młodym Kal-Elem przybywa na Ziemię, gdzie zostaje wychowany przez parę farmerów jako Clark Kent. Po kilkunastu latach bohater odkrywa u siebie super zdolności i wykorzystuje je w walce z przestępczością. Rozpoczyna również pracę jako reporter w redakcji „Daily Planet” w Metropolis, gdzie zaczyna działać jako Superman. |
| 3             | The Last Son Of Krypton: Part III | Superman krzyżuje plany Lexa Luthora, uniemożliwiając mu sprzedaż kombinezonu bojowego kazniańskim terrorystom. |
| 4             | Fun and Games                     | Zgorzkniały i pałający chęcią zemsty Toyman korzystając z małej armii robotów-zabawek uprowadza miejscowego szefa mafii Bruno Mannheima i przypadkowo wplątaną w to Lois Lane. |
| 5             | A Little Piece Of Home            | Lex Luthor odkrywa, iż kawałek skały – Kryptonit jest w stanie uśmiercić Supermana. |
| 6             | Feeding Time                      | Eksplozja materiałów chemicznych powoduje przemianę pechowego sprzątacza Rudy’ego Jonesa w super przestępcę Parasite'a żywiącego się energią istot żywych. |
| 7             | The Way of All Flesh              | Człowiek ze Stali zmuszony jest chronić Lexa Luthora, kiedy przemieniony w cyborga terrorysta John Corben znany też jako Metallo postanawia wyeliminować swojego „twórcę”. |
| 8             | Stolen Memories                   | Brainiac, kiedyś główny komputer planety Krypton przybywa na Ziemię. Kiedy jednak Kal-El dowiaduje się o roli, jaką Brainiac odegrał w zniszczeniu Kryptona, postanawia pozbyć się szalonej maszyny. |
| 9             | The Main Man: Part I              | Międzygalaktyczny łowca głów Lobo otrzymuje polecenie schwytania Supermana. Obaj jednak padają ofiarą kolekcjonera rzadkich okazów i zostają umieszczeni w jego prywatnym zoo. |
| 10            | The Main Man: Part II             | Człowiek ze Stali i Lobo stawiają czoło porywaczowi i grupie łowców nagród. |
| 11            | My Girl                           | Lana Lang, była ukochana Clarka, przyjeżdża do Metropolis i naraża swoje życie, aby szpiegować Lexa Luthora dla Supermana. |
| 12            | Tools of the Trade                | Bruno Mannheim i jego Intergang próbują zniszczyć Supermana wykorzystując broń dostarczoną przez Kanto, agenta mrocznego Darkseida. |
| 13            | Two's a Crowd                     | Policja wykorzystuje Parasite'a, by ten dzięki swoim zdolnościom wydobył z umysłu naukowca Earla Garvera informację na temat lokalizacji włączonej bomby zegarowej. Jednakże naukowiec przejmuje całkowitą kontrolę nad super przestępcą i za jego pomocą ucieka.                                                                                  |

### Sezon drugi
(1997–1998)
| Numer odcinka | Tytuł angielski              | Treść |
| ------------- | ---------------------------- | --- |
| 14            | Blasts From the Past: Part I | Po odkryciu na swoim statku kosmicznym projektora Phantom Zone, Superman uwalnia z innego wymiaru kryptońską terrorystkę Malę. |
| 15            | Blast From the Past: Part II | Mala uwalnia z Phantom Zone swojego szefa, Jax-Ula i dzięki nowo nabytym super mocom rozpoczynają walkę z Supermanem, by móc podbić Ziemię. |
| 16            | The Prometheon               | Na gigantycznym asteroidzie przybywa na Ziemię kamienny olbrzym i zaczyna siać zniszczenie. |
| 17            | Speed Demons                 | Superman i inny superbohater, Flash biorą udział w charytatywnym wyścigu dookoła świata. Wykorzystuje to superprzestępca, Weather Wizard. |
| 18            | Livewire                     | Radiowa prezenterka Leslie Willis w wyniku wypadku zostaje przemieniona we władająca elektrycznym prądem istotę, która staje do walki z Supermanem obwiniając go o to co się jej przydarzyło.                                                                             |
| 19            | Identity Crisis              | Pracujący dla Lexa Luthora naukowcy tworzą Bizarro – nieudanego klona Supermana. |
| 20            | Target                       | Lois Lane przeżywa serię zamachów na jej życie zorganizowanych przez nieznanego sprawcę. |
| 21            | Mxyzpixilated                | Mr. Mxyzptlk, przybysz z innego wymiaru, co 90 dni używa swoich mocy, aby uprzykrzyć życie Supermanowi. Jednak Człowiek ze Stali za każdym razem z łatwością pozbywa się natręta.                                                                                         |
| 22            | Action Figures               | Metallo zostaje znaleziony przez dwójkę dzieci, które uznają go za superbohatera i zaczynają się nim opiekować. |
| 23            | Double Dose                  | Livewire i Parasite uciekają wspólnie z więzienia, by dopaść Supermana. |
| 24            | Solar Power                  | Edward Lytener znany też jako Luminus ucieka z więzienia i dzięki swoim wynalazkom odbiera Supermanowi wszystkie jego moce. |
| 25            | Brave New Metropolis         | Lois Lane trafia do alternatywnej rzeczywistości, gdzie Superman i Lex Luthor współpracują w rządzeniu Metropolis. |
| 26            | Monkey Fun                   | Titano, ulubiona małpka Lois Lane po wielu latach wraca na Ziemię z próbnego lotu statkiem kosmicznym. Jak się okazuje w zwierzęciu zaszły pewne zmiany i zaczyna ono rosnąć do nieprawdopodobnych rozmiarów.                                                             |
| 27            | Ghost in the Machine         | Brainiac wykorzystuje Lexa Luthora, by ten za pomocą komputerów LexCorpu odtworzył jego mechaniczne ciało. |
| 28            | Father's Day                 | Kalibak, syn Darkseida – władcy planety Apokolips przybywa na Ziemię by zabić Supermana. |
| 29            | World’s Finest: Part I       | Joker przybywa do Metropolis, by zaproponować Luthorowi zabójstwo Supermana, w zamian za co ten ma się pozbyć Człowieka-Nietoperza. W ślad za szaleńcem podąża Batman, który jako Bruce Wayne zakochuje się w Lois Lane i staje się na krótko wrogiem Człowieka ze Stali. |
| 30            | World’s Finest: Part II      | Jokerowi nie udaje się zabić Supermana i Batmana, a Lois Lane poznaje prawdziwą tożsamość Bruce’a |
| 31            | World’s Finest: Part III     | Joker po kłótni z Lexem Luthorem, usiłuje zabić miliardera, w czym próbują mu przeszkodzić Batman i Superman. |
| 32            | The Hand of Fate             | Superman razem ze specjalistą od okultyzmu dr. Fate walczą z szalejącym w Metropolis demonem. |
| 33            | Bizarro's World              | Bizarro dowiaduje się o zagładzie Kryptona i uznając, iż to on jest Supermanem rozpoczyna „odbudowę” zniszczonej planety w Metropolis. |
| 34            | Prototype                    | Zostaje wynaleziona nowa zbroja, która zaczyna służyć policji w walce z przestępczością. Jednakże noszący ją człowiek staje się niezrównoważony psychicznie i tylko Superman jest w stanie go powstrzymać.                                                                |
| 35            | The Late Mr. Kent            | Superman próbuje oczyścić z zarzutów więźnia oskarżonego o morderstwo. Niestety jako Clark Kent przeżywa on wypadek, który zabiłby normalnego człowieka i w związku z tym nie może dalej prowadzić podwójnego życia.                                                      |
| 36            | Heavy Metal                  | Inżynier John Henry Irons tworzy super zbroję i rozpoczyna w Metropolis działalność jako nowy superbohater o pseudonimie Steel. |
| 37            | Warrior Queen                | Maxima, przywódczyni kosmicznego imperium uznaje, iż idealnym kandydatem na męża jest dla niej Superman. |
| 38            | Apokolips...Now!: Part I     | Darkseid wykorzystuje Bruno Mannheima, aby dokonać zniszczeń na Ziemi. Jednocześnie Superman nawiązuje współpracę z przybyszem z innej planety – Orionem. |
| 39            | Apokolips...Now!: Part II    | W wyniku działań Bruno Mannheima Ziemia może przekształcić się w kopię planety Apokolips. Jedynie Superman jest w stanie temu zapobiec. |
| 40            | Little Girl Lost: Part I     | Superman podróżując po kosmosie odnajduje zahibernowaną Kryptoniankę, która po przybyciu na Ziemię zaczyna działać jako nowa super bohaterka – Supergirl. |
| 41            | Little Girl Lost: Part II    | Supergirl udaje się na Apokolips, by odbić Supermana, porwanego przez Darkseida. |

### Sezon Trzeci
(1998−2000)
| Numer odcinka | Tytuł angielski     | Treść |
| ------------- | ------------------- | --- |
| 42            | Where There’s Smoke | Superman musi stawić czoła Vulcanie, posiadającej pirokinetyczne zdolności kobiecie, którą rząd chce wykorzystać jako nowy rodzaj broni.                                                  |
| 43            | Knight Time         | Superman przybywa do Gotham City, aby w przebraniu Batmana razem z Robinem rozpocząć poszukiwania zaginionego Bruce’a Wayne’a                                                             |
| 44            | New Kids in Town    | Z odległej przyszłości Brainiac przybywa do Smallville w czasach młodości Clarka, aby móc zabić przyszłego Supermana. W pogoń za przestępcą rusza trójka członków Legionu Superbohaterów. |
| 45            | Obsession           | Słynna modelka, Darcy jest z niewyjaśnionych przyczyn prześladowana przez Toymana. |
| 46            | Little Big Man      | Mr. Mxyzptlk zabiera Bizarro z powrotem na Ziemię, aby ten walczył z Supermanem. |
| 47            | Absolute Power      | W czasie podróży kosmicznej Superman odkrywa, iż Mala i Jax-Ul wydostali się z Phantom Zone i przejęli kontrolę nad pewną planetą.                                                        |
| 48            | In Brightest Day... | Młody artysta Kyle Rayner nieoczekiwanie staje się nowym superbohaterem – Green Lanternem i musi stawić czoła nowemu przeciwnikowi o imieniu Sinestro.                                    |
| 49            | Superman's Pal      | Jimmy Olsen w wyniku własnych przechwałek zostaje błędnie wzięty za najlepszego przyjaciela Supermana, co sprowadza na młodzieńca masę kłopotów.                                          |
| 50            | A Fish Story        | Lois i Clark ratują Aquamana przed naukowcami Lexa Luthora. |
| 51            | Unity               | Supergirl odkrywa, iż mieszkańców Smallville zaczęła kontrolować tajemnicza istota zwąca siebie Unity.                                                                                    |
| 52            | The Demon Reborn    | Ra’s al Ghul porywa Supermana, by za jego pomocą odzyskać utraconą młodość. |
| 53            | Legacy: Part I      | Darkseid robi Supermanowi pranie mózgu i wykorzystuje go przy najeździe na Ziemię. |
| 54            | Legacy: Part II     | Superman odzyskuje pamięć i udaje się na Apokolips w celu dokonania zemsty. |